# Хагфорш
Хагфорш (на шведски: Hagfors) е град в западната част на централна Швеция, лен Вермланд. Главен административен център на едноименната община Хагфорш. Намира се на около 270 km на северозапад от столицата Стокхолм и на около 75 km на север от Карлстад. Основан е през 1873 г. Има жп гара и летище. Населението на града е 5146 жители според данни от преброяването през 2010 г.